# Somewhere in the City (album)
Somewhere in the City je soundtrackové album různých umělců z roku 1998, kdy vyšlo u vydavatelství Velvel Records. Jde o soundtrack k filmu Somewhere in the City z téhož roku. Největší část alba zabírají skladby Johna Calea (originální hudba k filmu), mimo něj jsou zde skladby Arto Lindsaye, Yoko Ono, Ani DiFranco nebo skupiny Spain. Caleova skladba „Indistinct Notion of Cool“ již dříve vyšla na jeho albu Walking on Locusts.

## Obsazení
Zde jsou hudebníci, kteří nahráli originální hudbu k filmu, tedy skladby Johna Calea (mimo „Indistinct Notion of Cool“). Na ostatních skladbách jiných interpretů se podíleli jiní hudebníci.
- John Cale – kytara, klavír
- Mark Deffenbaugh – kytara, slide kytara, pikola, flétna
- Dawn Buckholz – violoncello